# Matthaeus Fremling
Matthaeus (eller Matthias) Fremling, född den 17 oktober 1745 i Malmö, död den 20 juli 1820 i Lund, var en svensk filosof och professor.

## Utbildning och karriär
Efter studier i Lund och Greifswald, där han 1770 blev filosofie magister, utnämndes Fremling 1771 till docent i fysik, 1777 till adjunkt och 1782 till professor i teoretisk filosofi. Åren 1773–1777 vistades Fremling i Stockholm som informator hos riksrådet Fredrik Ribbing. Fremling studerade naturvetenskap, den klassiska litteraturen, historia och filosofi. Han är begravd på Norra kyrkogården i Lund.

## Fremlings filosofi
Efter att i yngre år ha omfattat den wolfska rationalismen övergick han till den under 1700-talets senare hälft dominerande empirismen, så som den efter Locke framställdes av encyklopedisterna, särskilt Jean d'Alembert och Bonnet. Fremlings filosofiska åskådning fördjupades senare genom studier av Kant, till vilken han emellertid intog en kritisk hållning; dels angrep han grunderna för Kants praktiska filosofi, dels angrep han Kants lära om rummet. Från katedern föredrog Fremling först Kants läror och senare också Fichtes och Schellings. Fremling var svensk pionjär som akademisk föredragshållare i ämnet pedagogik. I sin brevväxling med universitetskanslern Lars von Engeström försvarade Fremling den akademiska lärofriheten.